# Hemet (Kalifornie)
Hemet je město v okresu Riverside County ve státě Kalifornie ve Spojených státech amerických. Spolu s městem San Jacinto se nachází v San Jacinto Valley, přičemž pokrývá asi polovinu jeho rozlohy. Kromě města San Jacinto, se kterým sousedí ze severu, dále sousedí s městem East Hemet na východě. Nachází se asi 130 kilometrů jižně od Los Angeles, je zároveň 84. největším městem v Kalifornii. 
K roku 2020 zde žilo 89 833 obyvatel. S celkovou rozlohou 75 km² byla hustota zalidnění 1 185 obyvatel na km². Na území města žili až do příchodu Evropanů původní obyvatelé. Městem je Hemet oficiálně od roku 1910. Nachází se v oblasti se semiaridním podnebím. Město původně neslo název South San Jacinto a bylo součástí San Diego County. Nedaleko města se nachází jezero Hemet.